# Васиньи
Васиньи́ (фр. Wassigny) — коммуна на севере Франции, регион О-де-Франс, департамент Эна, округ Вервен, кантон Гюиз. Расположен в 32 км к северо-востоку от Сен-Кантена и в 42 км к югу от Валансьена, в 25 км от национальной автомагистрали N2.
Население (2018) — 953 человека.

## Достопримечательности
- Церковь Успения Богоматери

## Население
| 1962 | 1968 | 1975 | 1982 | 1990 | 1999 | 2018 |
| ---- | ---- | ---- | ---- | ---- | ---- | ---- |
| 1025 | 1036 | 1011 | 1047 | 1043 | 1024 | 953  |

## Экономика
Уровень безработицы (2017) — 18,2 % (Франция в целом — 13,4 %, департамент Эна — 17,8 %). 

Среднегодовой доход на 1 человека, евро (2018) — 18 180 (Франция в целом — 21 730, департамент Эна — 19 690).
В 2010 году среди 629 человек трудоспособного возраста (15—64 лет) 413 были экономически активными, 216 — неактивными (показатель активности — 65,7 %, в 1999 году было 65,8 %). Из 413 активных жителей работали 340 человек (194 мужчины и 146 женщин), безработных было 73 (31 мужчина и 42 женщины). Среди 216 неактивных 45 человек были учениками или студентами, 60 — пенсионерами, 111 были неактивными по другим причинам.